# Florencio de Vienne
Florencio (en francés: Florent o Florentin; en latín: Florentius; f. 377), fue un religioso franco, obispo de Vienne, venerado como santo por la Iglesia católica, es conmemorado el 3 de enero.

## Hagiografía
Florencio se menciona en el Catálogo de obispos de Vienne elaborado por el obispo Adon de Vienne (799-875), en su Crónica.
Según el Catálogo de Adon, Florencio habría vivido en la primera mitad del siglo III, entre el reinado de los emperadores Gordiano (enero de 238) y Volusiano (251-253), incluso Galieno (260-268), y ser el octavo obispo de Vienne..

"Florentinus quoque, episcopus Viennensis, uita et doctrina emicuit; mansit ad Galieni et Volusiani imperium, exiliatusque martyrium compleuit."

"Florentino también, obispo de Vienne, brilló de vida y sabiduría; permaneció al mando de Galieno y Volusiano y, exiliado, completó su martirio."
Adon de Vienne, Chronique, VI, col. 86D.

Históricamente, se atestigua un siglo después al estar presente en el Concilio de Valence en 374. Esto explica por qué ciertos autores, incluido Chevalier, mencionan Florent/Florentin I en el siglo III y luego Florent II en el siglo siguiente. Chevalier especifica que el segundo participa con los obispos de Aviñón y Vaison en la consagración del obispo de Arles, un tal Artemio, en 365. Ningún Artemio aparece en la lista de Arles, en cambio hacia 374, se nota la presencia de un Areme (Artemius), obispo de Embrun.

## Veneración
Florencio figura el 3 de enero en el Martirologio de Adon o en el Martirologio Jeromiano. También es la fecha elegida por la Diócesis de Grenoble-Vienne.